# Fire It Up Tour
Die Fire It Up Tour war die letzte Konzerttournee des britischen Rock- und Blues-Sängers Joe Cocker. Die Tournee begann am 6. April 2013 in Nizza und endete am 7. September 2013 in Sankt Goarshausen. Mehr als 270.000 Besucher sorgten für rund 18,5 Millionen US-Dollar Umsatzerlöse an 62 Terminen. Auf der Rangliste der erfolgreichsten Musiktourneen des Jahres 2013 belegte die Fire It Up Tour Platz 89.

## Hintergründe
Im Rahmen seines im Oktober 2010 erschienenen Albums Hard Knocks absolvierte Cocker zwischen 2010 und 2012 eine zweijährige Konzerttournee in Ozeanien, Europa, Nordamerika und Südamerika, die Ende 2012 besonders durch Einzelauftritte geprägt war. Als Grund dafür wurde Cockers immer schlechter werdender Gesundheitszustand vermutet. Cocker litt an einer langjährigen Lungenkrebserkrankung. Im Zuge der Veröffentlichung von Fire It Up wurde am 31. Oktober 2012 eine weitere Europa-Tournee mit dem Titel Fire It Up Tour angekündigt.
Konzertveranstalter Peter Rieger sprach von einem großen Andrang auf Konzertkarten der Deutschlands-Stopps, gleichzeitig kündigte Cocker an, nach 2013 nicht mehr auf Tournee gehen zu wollen. Nach 62 Konzerten endete die Tournee am 7. September 2013 auf der Freilichtbühne Loreley. Es war Cockers letzter Live-Auftritt, bevor der Musiker im Alter von 70 Jahren am 22. Dezember 2014 an Lungenkrebs starb.

## Setlist
Programm des Auftrittes in der Kölner Lanxess Arena am 22. April 2013.
1. I Come in Peace
2. Feelin’ Alright
3. The Letter
4. When the Night Comes
5. You Love Me Back
6. I’ll Be Your Doctor
7. Up Where We Belong
8. Come Together
9. Eye on the Prize
10. You Don’t Need a Million Dollars
11. You Are So Beautiful
12. Younger
13. Fire It Up
14. N’oubliez Jamais
15. You Can Leave Your Hat On
16. Unchain My Heart
17. With a Little Help from My Friends
18. Summer in the City
19. Hard Knocks
20. Cry Me a River
21. You Don’t Know What You’re Doing to Me

## Konzerttermine
| Nr.             | Datum             | Land                   | Stadt                | Veranstaltungsort             | Besucher                   | Einnahmen      | Beleg          |
| Europa – Leg 1  | Europa – Leg 1    | Europa – Leg 1         | Europa – Leg 1       | Europa – Leg 1                | Europa – Leg 1             | Europa – Leg 1 | Europa – Leg 1 |
| --------------- | ----------------- | ---------------------- | -------------------- | ----------------------------- | -------------------------- | -------------- | -------------- |
| 1               | 6. April 2013     | Frankreich             | Nizza                | Palais Nikaia                 | 3.455 / 4.493              | $ 232.149      | [ 11 ]         |
| 2               | 8. April 2013     | Belgien                | Antwerpen            | Lotto Arena                   | 5.360 / 5.631              | $ 354.436      | [ 12 ]         |
| 3               | 10. April 2013    | Luxemburg              | Esch an der Alzette  | Rockhal                       | 3.837 / 4.690              | $ 250.897      | [ 11 ]         |
| 4               | 12. April 2013    | Deutschland            | München              | Olympiahalle München          | 9.746 / 9.965              | $ 597.479      | [ 11 ]         |
| 5               | 13. April 2013    | Deutschland            | Nürnberg             | Arena Nürnberger Versicherung | 6.125 / 6.282              | $ 375.845      | [ 11 ]         |
| 6               | 16. April 2013    | Deutschland            | Leipzig              | Arena Leipzig                 | 7.213 / 7.868              | $ 429.522      | [ 11 ]         |
| 7               | 17. April 2013    | Deutschland            | Neu-Ulm              | Ratiopharm-Arena              | 3.984 / 5.234              | $ 259.815      | [ 11 ]         |
| 8               | 19. April 2013    | Deutschland            | Halle                | Gerry-Weber-Stadion           | 7.001 / 7.154              | $ 424.670      | [ 11 ]         |
| 9               | 20. April 2013    | Deutschland            | Bremen               | ÖVB-Arena                     | 7.038 / 7.606              | $ 425.862      | [ 11 ]         |
| 10              | 22. April 2013    | Deutschland            | Köln                 | Lanxess Arena                 | 10.791 / 11.172            | $ 628.960      | [ 11 ]         |
| 11              | 24. April 2013    | Deutschland            | Frankfurt am Main    | Frankfurter Festhalle         | 6.569 / 6.858              | $ 404.647      | [ 11 ]         |
| 12              | 25. April 2013    | Deutschland            | Berlin               | O2 World Berlin               | 10.689 / 11.705            | $ 620.701      | [ 13 ]         |
| 13              | 27. April 2013    | Deutschland            | Erfurt               | Messehalle                    | 6.038 / 7.296              | $ 353.458      | [ 11 ]         |
| 14              | 28. April 2013    | Deutschland            | Mannheim             | SAP Arena                     | 8.841 / 10.597             | $ 533.237      | [ 11 ]         |
| 15              | 30. April 2013    | Deutschland            | Freiburg im Breisgau | Rothaus-Arena                 | 4.245 / 6.238              | $ 251.922      | [ 11 ]         |
| 16              | 3. Mai 2013       | Deutschland            | Oberhausen           | König-Pilsener-Arena          | 9.687 / 9.846              | $ 595.449      | [ 11 ]         |
| 17              | 4. Mai 2013       | Deutschland            | Stuttgart            | Hanns-Martin-Schleyer-Halle   | 9.447 / 9.591              | $ 552.344      | [ 11 ]         |
| 18              | 7. Mai 2013       | Deutschland            | Hannover             | TUI Arena                     | 7.172 / 7.172              | $ 421.522      | [ 11 ]         |
| 19              | 8. Mai 2013       | Deutschland            | Hamburg              | O2 World Hamburg              | 8.475 / 11.304             | $ 482.889      | [ 14 ]         |
| 20              | 10. Mai 2013      | Niederlande            | Amsterdam            | Heineken Music Hall           | 5.868 / 5.919              | $ 377.524      | [ 11 ]         |
| 21              | 11. Mai 2013      | Niederlande            | Eindhoven            | Klokgebouw Cultuurhallen      | 4.210 / 4.303              | $ 268.398      | [ 11 ]         |
| 22              | 13. Mai 2013      | Vereinigtes Konigreich | London               | Hammersmith Apollo            | 3.428 / 3.445              | $ 195.272      | [ 11 ]         |
| 23              | 14. Mai 2013      | Frankreich             | Lille                | Zénith Arena                  | 2.961 / 2.961              | $ 197.714      | [ 11 ]         |
| 24              | 15. Mai 2013      | Frankreich             | Paris                | Zénith de Paris               | 4.872 / 4.872              | $ 336.134      | [ 11 ]         |
| 25              | 17. Mai 2013      | Osterreich             | Salzburg             | Salzburgarena                 | 2.193 / 3.115              | $ 186.507      | [ 11 ]         |
| 26              | 19. Mai 2013      | Tschechien             | Prag                 | O2 Arena                      | 4.948 / 4.948              | $ 345.002      | [ 11 ]         |
| 27              | 20. Mai 2013      | Osterreich             | Wien                 | Wiener Stadthalle             | 4.878 / 5.846              | $ 427.135      | [ 11 ]         |
| 28              | 22. Mai 2013      | Schweiz                | Zürich               | Hallenstadion                 | 9.595 / 9.600              | $ 799.976      | [ 14 ]         |
| 29              | 23. Mai 2013      | Deutschland            | Zwickau              | Stadthalle Zwickau            | 4.619 / 4.882              | $ 266.219      | [ 11 ]         |
| 30              | 25. Mai 2013      | Deutschland            | Magdeburg            | GETEC Arena                   | 4.662 / 6.172              | $ 274.188      | [ 11 ]         |
| 31              | 26. Mai 2013      | Deutschland            | Rostock              | Stadthalle Rostock            | 4.734 / 4.895              | $ 274.843      | [ 11 ]         |
| 32              | 28. Mai 2013      | Polen                  | Warschau             | Kongresshalle                 | 2.700 / 2.700              | $ 254.626      | [ 11 ]         |
| 33              | 30. Mai 2013      | Ukraine                | Kiew                 | Palast Ukrajina               | 2.432 / 2.432              | $ 381.584      | [ 11 ]         |
| 34              | 1. Juni 2013      | Russland               | Moskau               | Crocus City Hall              | 5.352 / 5.352              | $ 996.913      | [ 11 ]         |
| 35              | 3. Juni 2013      | Russland               | Sankt Petersburg     | Eispalast Sankt Petersburg    | 3.965 / 3.965              | $ 373.933      | [ 11 ]         |
| 36              | 5. Juni 2013      | Russland               | Kasan                | Tatneft-Arena                 | 3.461 / 4.500              | $ 366.163      | [ 11 ]         |
| Europa – Leg 2  |                   |                        |                      |                               |                            |                |                |
| 37              | 20. Juli 2013     | Schweiz                | Montreux             | Auditorium Stravinski         | 3.933 / 3.933              | $ 446.130      | [ 15 ]         |
| 38              | 21. Juli 2013     | Deutschland            | Straubing            | Theater am Hagen              | 4.000 / 4.000              | $ 262.788      | [ 15 ]         |
| 39              | 24. Juli 2013     | Deutschland            | Winterbach           | Peter Hahn Festivalgelände    | 3.500 / 3.500              | $ 230.937      | [ 15 ]         |
| 40              | 25. Juli 2013     | Deutschland            | Salem                | Schloss Salem                 | 5.843 / 5.843              | $ 366.766      | [ 15 ]         |
| 41              | 28. Juli 2013     | Belgien                | Tienen               | Grote Markt                   | —                          | —              | —              |
| 42              | 2. August 2013    | Frankreich             | Crozon               | Prairie de Landaoudec         | —                          | —              | —              |
| 43              | 3. August 2013    | Osterreich             | Klam                 | Burg Clam                     | 5.000 / 5.000              | $ 393.703      | [ 15 ]         |
| 44              | 4. August 2013    | Rumänien               | Bukarest             | Sala Palatului                | 3.068 / 3.068              | $ 243.184      | [ 15 ]         |
| 45              | 7. August 2013    | Frankreich             | Marciac              | Stade Municipal               | —                          | —              | —              |
| 46              | 9. August 2013    | Norwegen               | Halden               | Festung Fredriksten           | 4.018 / 5.000              | $ 401.358      | [ 15 ]         |
| 47              | 11. August 2013   | Deutschland            | Hamburg              | Stadtpark-Freilichtbühne      | 5.000 / 5.000              | $ 320.076      | [ 15 ]         |
| 48              | 16. August 2013   | Monaco                 | Larvotto             | Sporting Monte-Carlo          | —                          | —              | —              |
| 49              | 17. August 2013   | Monaco                 | Larvotto             | Sporting Monte-Carlo          | —                          | —              | —              |
| 50              | 18. August 2013   | Deutschland            | Bochum               | Kemnader See                  | 4.500 / 4.500              | $ 298.293      | [ 15 ]         |
| 51              | 21. August 2013   | Kroatien               | Pula                 | Amphitheater Pula             | 5.600 / 5.600              | $ 218.526      | [ 15 ]         |
| 52              | 23. August 2013   | Schweiz                | Arbon                | Adolph-Saurer-Quai            | —                          | —              | —              |
| 53              | 24. August 2013   | Danemark               | Horsens              | Lunden                        | 5.000 / 5.000              | $ 134.326      | [ 15 ]         |
| 54              | 25. August 2013   | Deutschland            | Bad Brückenau        | Staatsbad Brückenau           | 3.498 / 5.000              | $ 240.374      | [ 15 ]         |
| 55              | 27. August 2013   | Deutschland            | Coburg               | Coburger Schlossplatz         | —                          | —              | —              |
| 56              | 28. August 2013   | Deutschland            | Mönchengladbach      | Warsteiner HockeyPark         | —                          | —              | —              |
| 57              | 30. August 2013   | Deutschland            | Cottbus              | Spreeauenpark                 | —                          | —              | —              |
| 58              | 31. August 2013   | Danemark               | Esbjerg              | Musikhuset Esbjerg            | 1.120 / 1.270              | $ 136.753      | [ 15 ]         |
|                 | 2. September 2013 |                        | Aachen               | Katschhof                     | 5.000/5.000                |                |                |
| 59              | 3. September 2013 | Belarus                | Minsk                | Minsk-Arena                   | —                          | —              | —              |
| 60              | 5. September 2013 | Schweiz                | Le Noirmont          | Rue de la Rauracie            | 8.000 / 8.000              | $ 297.541      | [ 15 ]         |
| 61              | 6. September 2013 | Frankreich             | Châlons-en-Champagne | Parc des Expositions          | —                          | —              | —              |
| 62              | 7. September 2013 | Deutschland            | Sankt Goarshausen    | Freilichtbühne Loreley        | —                          | —              | —              |
| Zusammenfassung | Zusammenfassung   | Zusammenfassung        | Zusammenfassung      | Zusammenfassung               | 272.671 / 295.323 (92,3 %) | + $ 18.508.690 | + $ 18.508.690 |